# Tataren-Leimkraut
Das Tataren-Leimkraut (Silene tatarica) ist eine Pflanzenart aus der Gattung der Leimkräuter (Silene) innerhalb der Familie der Nelkengewächse (Caryophyllaceae).

## Beschreibung

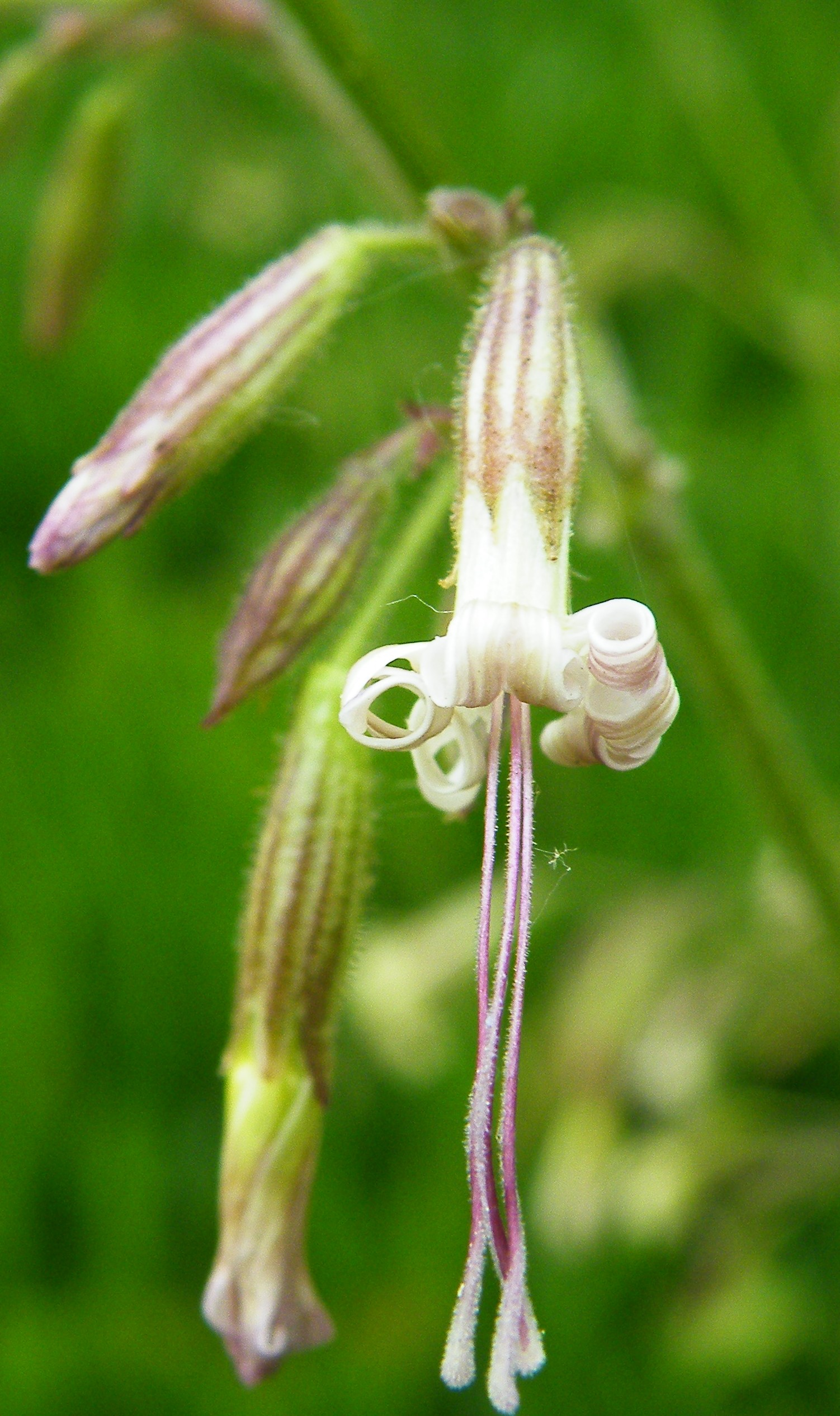
Blüte

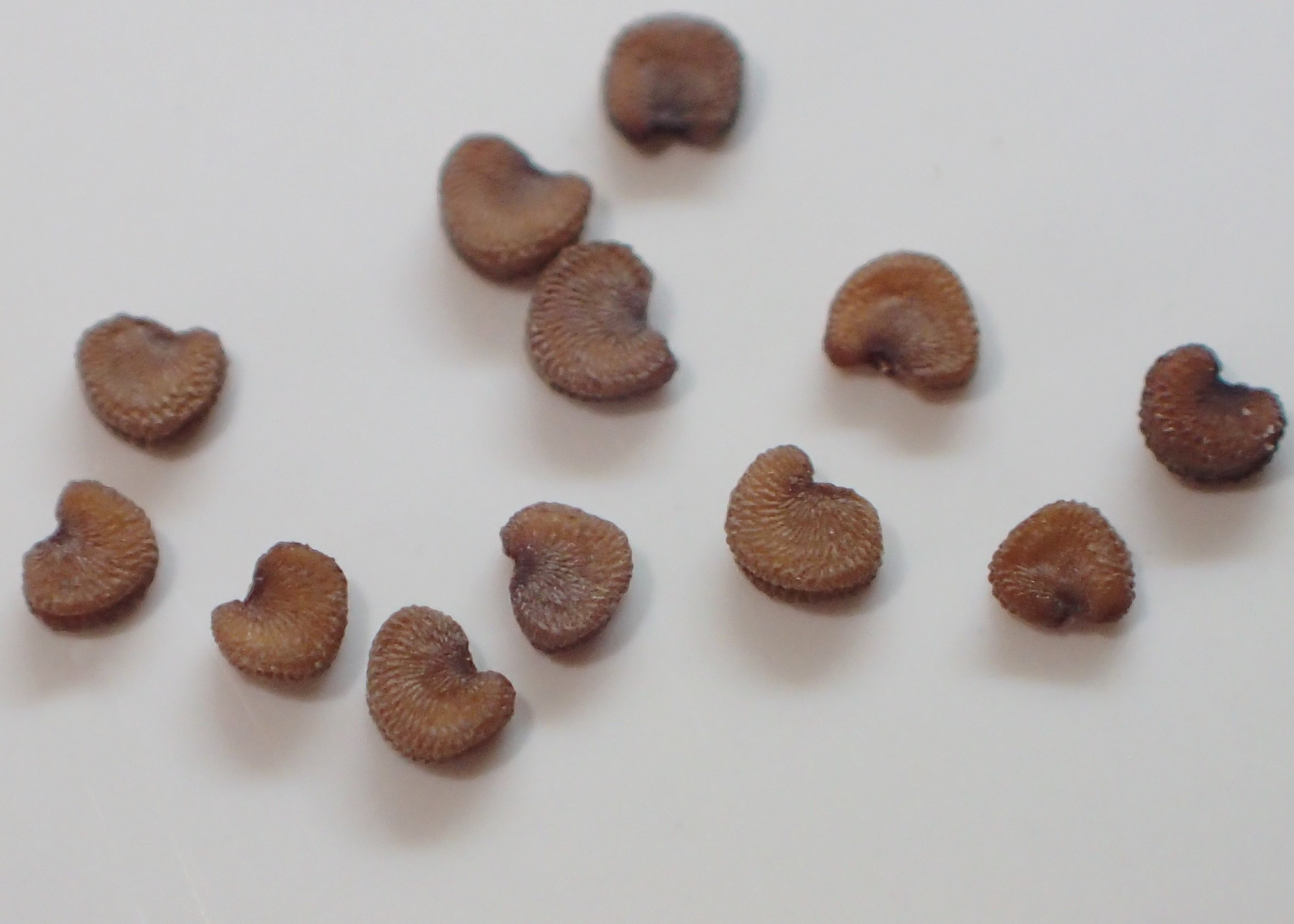
Samen

### Vegetative Merkmale
Das Tataren-Leimkraut wächst als sommergrüne, ausdauernde, krautige Pflanze, die Wuchshöhen von 30 bis 60 Zentimetern erreicht. Der niederliegende bis aufsteigende Stängel ist am Grunde verholzt sowie fast oder bisweilen völlig kahl; er ist reich beblättert. Aus den Blattachseln heraus entwickeln sich häufig Seitentriebe.
Die gegenständig angeordneten Laubblätter sind lanzettlich ausgestaltet. Der Blattrand besitzt feine Zähnchen, die gewöhnlich nur mit Hilfe einer Lupe erkennbar sind.

### Generative Merkmale
Die Blütezeit erstreckt sich von Juli bis September. Die zahlreichen Blüten stehen in einer aufrechten Thyrse traubenartig zusammen. Der Blütenstiel ist senkrecht zur Blüte orientiert; er ist kürzer als die Blütenkrone und misst etwa ¼ bis ½ der Länge der sich später entwickelnden Kapselfrucht. Ein auffälliges Merkmal sind während des Aufblühens die nickenden Blüten im Kontrast zum senkrechten Blütenstiel. 
Die zwittrigen Blüten sind radiärsymmetrisch und fünfzählig mit doppelter Blütenhülle. Die fünf röhrig verwachsenen Kelchblätter bilden einen 9 bis 13 Millimeter langen Kelch mit erhabenen Längsrippen; er weist zehn Nerven auf, von denen je einer in einen Kelchzahn und analog in eine Kelchbucht mündet. Die fünf weißen oder grünlich-weißen Kronblätter sind 13 bis 16 Millimeter lang, mit einer tief zweispaltigen Platte. Eine Nebenkrone wird nicht ausgebildet. Der Fruchtknoten ist oberständig. Es sind drei freie Griffel vorhanden. Die Staubblätter und die Narben überragen die Kronröhre.
Die Kapselfrucht öffnet sich mit sechs Kapselzähnen.
Die Chromosomenzahl beträgt 2n = 24.

## Ökologie
Das Tataren-Leimkraut zählt hinsichtlich seiner Lebensform zu den Hemikryptophyten. Dies bedeutet, dass sich die Überdauerungsorgane an der Sprossachse in Höhe der Erdoberfläche befinden. Die Innovation erfolgt über basale Achselknospen. Als Speicherorgan dient eine verdickte Hauptwurzel, eine Rübe. Das Epikotyl und Hypokotyl sind hier ebenfalls verdickt und erfüllen auch die Funktion der Nährstoffspeicherung.
Das Tataren-Leimkraut wird gewöhnlich von Insekten bestäubt. Hierbei ist der Nektar verborgen. Typische Bestäuber sind Bienen, Hummeln und Wespen. Bei ausbleibender Fremdbestäubung ist auch Selbstbestäubung möglich.
Die Ausbreitung der Diasporen erfolgt über Stoßausbreitung, was bedeutet, dass die Samen der geöffneten Kapselfrucht durch Windstöße oder vorbeistreifende Tiere ausgeschüttet werden. Das Tataren-Leimkraut besitzt ein Pleiokorm-Wurzelsystem, das zwar eine sprossbürtige Bewurzelung ermöglicht, jedoch nicht zur Bildung selbständiger Individuen führt.

## Vorkommen und Gefährdung
Vom Tataren-Leimkraut sind in Europa Fundorte in Estland, Lettland, Litauen, Schweden, Finnland, Norwegen, Polen, Deutschland und in der Ukraine belegt. In Mitteleuropa tritt es selten und zwar fast ausschließlich im östlichen Raum auf; die Fundorte beschränken sich auf Gebiete an der Oder, Weichsel und Memel. In Berlin hat es den Status eines Neophyten. Der Berliner Botanische Garten unterstützt den Bestand der Art durch Erhaltungskultur. Unbeständige Vorkommen sind in Baden-Württemberg und Mecklenburg-Vorpommern verzeichnet.
In der Roten Liste der gefährdeten Pflanzenarten in Deutschland von 1996 wird das Tataren-Leimkraut in der Kategorie 3, also als „gefährdet“, eingestuft. In Brandenburg gilt es ebenfalls als „gefährdet“.
Das Tataren-Leimkraut besiedelt in Grundwassernähe reichere Sandtrockenrasen, beispielsweise Flussterrassen. Es gedeiht in Mitteleuropa im Sileno tataricae-Corynephoretum aus der Ordnung Corynephoretalia. Begleitpflanzen sind oft der Feld-Beifuß (Artemisia campestris), die Flachblatt-Mannstreu (Eryngium planum), das Kali-Salzkraut (Salsola kali) oder Grauer Wanzensame (Corispermum marschallii).